# Pomaderris vellea
Pomaderris vellea är en brakvedsväxtart som beskrevs av N. A. Wakefield. Pomaderris vellea ingår i släktet Pomaderris och familjen brakvedsväxter. Inga underarter finns listade i Catalogue of Life.